# Science Friday
Science Friday（サイエンス・フライデー、略称：SciFri）は、毎週金曜日に公共ラジオ局で放送されている視聴者参加型のトーク番組である。
WNYCスタジオによって配信され、400を超える公共ラジオ局で放送されている。

## 解説
SciFriは受賞歴のあるサイエンスジャーナリストIra Flatowがホストを務めており、Science Friday Initiativeによって開始・制作されている。番組は2つの1時間番組に分かれている。各1時間は完全なサインオフで終了する。
各番組の焦点は、科学、自然、医学、テクノロジーに関するニュースや情報である。この番組はもともとTalk of the Nationの金曜日のエピソードに由来するが、2013年6月にTalk of the Nationがキャンセルされたときに単独の番組としてスピンオフされた。
ラジオ番組Science Fridayは、501(c)(3)である組織のScience Friday Initiativeによって製作されている。Science Friday Initiativeは理事会と常務取締役を統括する独立運営の組織である。
ラジオ番組に加えて、受賞歴のある教育コンテンツやデジタルコンテンツを作成したり、プログラムの引受を見つけたり、公開科学イベントを主催している。
Science Fridayはポッドキャスト形式でも視聴でき、iTunesダウンロードで週間ダウンロード数上位15位によく含まれ、最も人気のあるポッドキャストの1つとなっている。SciFriポッドキャストは年間2,300万回以上ダウンロードされ、180万人のリスナーが毎週視聴している。Sirius XM Radioでも配信されている。
SciFriは、感謝祭後の金曜日に毎年イグノーベル賞授賞式からの抜粋を放送している。